# Pseudamnicola pieperi
Pseudamnicola pieperi е вид коремоного от семейство Hydrobiidae. Видът е световно застрашен, със статут Уязвим.

## Разпространение
Разпространен е в Гърция (Егейски острови).